# Geulumpang (Lhoksukon)
Geulumpang is een bestuurslaag in het regentschap Aceh Utara van de provincie Atjeh, Indonesië. Geulumpang telt 379 inwoners (volkstelling 2010).